# Pajala församling
Pajala församling är en församling i Norra Norrbottens kontrakt i Luleå stift. Den omfattar hela Pajala kommun i Norrbottens län och utgör ett eget pastorat.  

## Administrativ historik
Församlingen bildades 9 augusti 1725 ur Övertorneå församling som en kapellförsamling och omfattade då områden som 5 september 1809 överfördes till Finland. 1788 utbröts Muonioniska församling (i nuvarande Finland) och före 1812 utbröts Kolari församling (nu i Finland). 1837 införlivades Kengis bruksförsamling. 1854 utbröts Muonionalusta församling, 1882 Tärendö församling och 1914 Junosuando församling. 1 januari 1948 till 1 januari 1971 var församlingen uppdelad i två kyrkobokföringsdistrikt: Pajala kbfd (252101) och Kaunisvaara kbfd (252102).
2006 gick Junosuando och Muonionalusta församlingar upp i Pajala församling. 2008 inkorporerades Tärendö församling och 2010 Korpilombolo församling som sedan 2008 ingått i Pajala pastorat.

### Pastorat
På 1880-talet var Pajala ett konsistoriellt pastorat av andra klassen. Pastorats uppdelning på klasser upphörde genom lagen angående tillsättning av präster den 26 oktober 1883 och systemet med konsistoriella pastorat avskaffades genom 1910 års prästvallag.
- 8 augusti 1725 till 1842: Kapellförsamling och senare annexförsamling i Övertorneå pastorat.
- 1842 till 1856: Eget pastorat.
- 1856 till 1882: Moderförsamling i pastoratet Pajala och Muonionalusta.
- 1882 till 1914: Moderförsamling i pastoratet Pajala, Muonionalusta och Tärendö.
- 1914 till 1 maj 1916: Moderförsamling i pastoratet Pajala, Junosuando, Muonionalusta och Tärendö.
- 1 maj 1916 till 1948: Moderförsamling i pastoratet Pajala, Junosuando och Muonionalusta.
- 1948 till 1962: Moderförsamling i pastoratet Pajala och Muonionalusta.
- 1962 till 1996: Eget pastorat.[5]
- 1996 till 2002: Moderförsamling i pastoratet Pajala och Muonionalusta.
- 2002 till 2006: Moderförsamling i pastoratet Pajala, Junosuando och Muonionalusta.
- 2006 till 2008: Eget pastorat.
- 2008 till 2010: Moderförsamling i pastoratet Pajala och Korpilombolo.
- Från 2010: Eget pastorat.

## Areal
Pajala församling omfattade den 1 januari 1976 en areal av 2 241,6 kvadratkilometer, varav 2 174,4 kvadratkilometer land.

## Befolkningsutveckling
| Befolkningsutvecklingen i Pajala församling 1805–2015 | Befolkningsutvecklingen i Pajala församling 1805–2015 | Befolkningsutvecklingen i Pajala församling 1805–2015 | Befolkningsutvecklingen i Pajala församling 1805–2015 | Befolkningsutvecklingen i Pajala församling 1805–2015 |
| --- | ----------------------------------------------------- | ----------------------------------------------------- | ----------------------------------------------------- | ----------------------------------------------------- |
| |                                                       |                                                       |                                                       |                                                       |
| År |                                                       |                                                       | Folkmängd                                             |                                                       |
| 1805 | 1805                                                  |                                                       | 1 290                                                 |                                                       |
| 1810 | 1810                                                  |                                                       | 1 258                                                 |                                                       |
| 1820 | 1820                                                  |                                                       | 1 515                                                 |                                                       |
| 1830 | 1830                                                  |                                                       | 2 005                                                 |                                                       |
| 1840 | 1840                                                  |                                                       | 1 944                                                 |                                                       |
| 1850 | 1850                                                  |                                                       | 2 691                                                 |                                                       |
| 1860 | 1860                                                  |                                                       | 3 008                                                 |                                                       |
| 1870 | 1870                                                  |                                                       | 3 233                                                 |                                                       |
| 1880 | 1880                                                  |                                                       | 3 903                                                 |                                                       |
| 1890 | 1890                                                  |                                                       | 3 549                                                 |                                                       |
| 1900 | 1900                                                  |                                                       | 4 025                                                 |                                                       |
| 1910 | 1910                                                  |                                                       | 4 184                                                 |                                                       |
| 1920 | 1920                                                  |                                                       | 3 413                                                 |                                                       |
| 1930 | 1930                                                  |                                                       | 3 927                                                 |                                                       |
| 1935 | 1935                                                  |                                                       | 4 392                                                 |                                                       |
| 1940 | 1940                                                  |                                                       | 5 031                                                 |                                                       |
| 1945 | 1945                                                  |                                                       | 5 480                                                 |                                                       |
| 1950 | 1950                                                  |                                                       | 5 648                                                 |                                                       |
| 1955 | 1955                                                  |                                                       | 5 542                                                 |                                                       |
| 1960 | 1960                                                  |                                                       | 5 077                                                 |                                                       |
| 1965 | 1965                                                  |                                                       | 4 789                                                 |                                                       |
| 1970 | 1970                                                  |                                                       | 4 003                                                 |                                                       |
| 1975 | 1975                                                  |                                                       | 3 766                                                 |                                                       |
| 1980 | 1980                                                  |                                                       | 3 810                                                 |                                                       |
| 1985 | 1985                                                  |                                                       | 4 032                                                 |                                                       |
| 1990 | 1990                                                  |                                                       | 4 159                                                 |                                                       |
| 1995 | 1995                                                  |                                                       | 4 121                                                 |                                                       |
| 2000 | 2000                                                  |                                                       | 3 898                                                 |                                                       |
| 2005 | 2005                                                  |                                                       | 4 896                                                 |                                                       |
| 2010 | 2010                                                  |                                                       | 6 282                                                 |                                                       |
| 2015 | 2015                                                  |                                                       | 6 184                                                 |                                                       |
| Anm: Del av Pajala församling utbruten 1856 till Korpilombolo församling. Tärendö församling utbruten 1882. Muonionalusta församling utbruten 1854 men redovisas separat från 1900. Junosuando församling utbruten 1914. Junosuando och Muonionalusta församlingar inkorporerade 2006, Tärendö församling 2008 och Korpilombolo församling 2010. För åren 1805-1945: befolkning enligt folkräkning 31 december enligt den administrativa indelningen den 1 januari följande år. 1950 avser befolkning enligt folkräkning den 31 december enligt den administrativa indelningen den 1 januari 1952. 1960-1970 avser befolkning enligt folkräkning den 1 november enligt den administrativa indelningen den 1 januari följande år. För åren 1955 samt 1975-2015: befolkning 31 december enligt den administrativa indelningen den 1 januari följande år. Sedan 1 januari 2016 sker inte folkbokföring per församling och därmed kan det hända att vissa personer inte ingår i församlingens folkmängd då de är skrivna på den fiktiva fastigheten På kommunen skriven som inte delas upp på församlingsnivå då de inte kunnat folkbokföras på en särskild befintlig fastighet. Den totala befolkningen i Svenska kyrkans församlingar är därför något lägre än den totala befolkningen i riket. |                                                       |                                                       |                                                       |                                                       |

## Kyrkobyggnader
- Jarhois kapell
- Junosuando kyrka
- Kangos kyrka
- Kaunisvaara kyrka
- Korpilombolo kyrka
- Muodoslompolo kyrka
- Narkens kapell
- Pajala kyrka
- Parkalompolo bönhus
- Tärendö kyrka

## Präster
Pajala församlings första kyrkoherde var Lars Levi Læstadius, som utnämndes 27 oktober 1848 och tillträdde i mars 1849.

### Kyrkoherdar
| Ämbetstid | Namn                | Levnadstid | Övrigt                                                 |
| --------- | ------------------- | ---------- | ------------------------------------------------------ |
| 1849–1861 | Lars Levi Læstadius | 1800–1861  | Utnämnd 27 oktober 1848 och tillträdde i mars 1849.    |
| 1863–1897 | Per Lorens Stenborg | 1830–1897  | Utnämnd 26 maj 1863 och tillträdde genast i tjänst.    |
| 1899–1941 | Otto W. Zeidlitz    | 1860–1943  | Utnämnd 18 december 1897 och tillträdde i tjänst 1899. |
| 1942–1958 | Oskar Haapaniemi    | 1905-1972  |                                                        |
| 1959-?    | Wilhelm Tawe        | 1917-1995  |                                                        |

### Komministrar i Pajala
| 1757-1762 | Johannes Erici Helsing | ?–1762          | Vald 20 april 1757 genom komministerval.                                                                     |
| 1765-1779 | Anders Wikman          | cirka 1726–1783 | Utnämnd våren 1764 och tillträdde 1 maj 1765. Av Härnösands domkapitel 21 april 1779 dömd ämbetet förlustig. |
| 1781-1788 | Erik Grape             | 1755–1808       | Utnämnd 23 maj 1781. Blev 1788 pastor i Enontekis.                                                           |
| 1789-1823 | Henrik Tornberg        | 1756–1823       | Utnämnd 18 februari 1789.                                                                                    |
| 1826-1835 | Zacharias Grape        | 1785–1847       | Utnämnd 15 september 1824. 1834 utnämnd till kyrkoherde i Karl Gustavs församling.                           |
| 1838-1849 | Fredrik Engelmark      | 1806-1866       | Vice komminister från juli 1838 och curam pastoris gerens från 1845.                                         |

### Kapellpredikanter i Muonioniska
| Ämbetstid | Namn              | Levnadstid | Övrigt |
| --------- | ----------------- | ---------- | ------ |
| 1788–1812 | Matthias Kolström | 1763–1829  |        |